# Мастило
Масти́ло, також оли́ва — жирова речовина (нафтова, синтетична тощо) для змащування поверхонь тертя механізмів і деталей машин.
Для нанесення мастила на деталі використовують спеціальні посудини — масти́льниці або ма́слянки.

## Визначення
За ДСТУ 3447-96 у цьому ж розумінні:
Мастило — матеріал, який підводять (наносять) до поверхні тертя для зменшення сили тертя і (чи) зносу.
Розрізняють:
- рідкі мастила, що не містять згущувачів[7] або містять їх у незначних кількостях, які належать до олив: моторні, трансмісійні, індустріальні та ін.;
- структуровані мастила або просто мастила (містять згущувачі у суттєвих кількостях): мильні, органічні, неорганічні, консерваційні, ущільнювальні, технологічні, консистентні, пластичні тощо.

В останньому (вужчому) розумінні за ДСТУ 3437-96:
Мастило — пластичний матеріал, який являє собою структуровану загусником оливу, застосовувану для зменшення тертя, консервації виробів та герметизації ущільнень.

## Характеристики мастил
Характеристиками мастил, які використовують у промисловості, є температура спалаху та температура застигання. Температурою спалаху називають мінімальну температуру, за якої спалахує пара мастила від зіткнення з полум'ям. Для різних мастил температура випаровування нижча за температуру спалаху на 65–85 ºС. Температура спалахування — температура, за якої починається горіння тіла.
Температура, при якій захололе мастило втрачає текучість і вже не в змозі стікати під дією власної ваги, є температурою застигання.

## Мастило густе
Мастило густе — мастило на основі цинку, що застосовується для змащення і захисту різей бурильних труб перед їх використанням.

## Мастило консистентне
Мастило консистентне, (рос. масло консистентное; англ. grease, lubricant; нім. Konsistenzschmiermittel n) — органічні речовини (переважно похідні жирних кислот), що вводяться в бурові розчини як емульгатори. Вступають у реакцію з йонами кальцію і магнію, які наявні в системі.

## Мильні мастила
- Літол — суміш літієвого мила і мінеральних олив
- Солідол — суміш кальцієвих мил і мінеральних індустріальних масел

## Органічні мастила
- Сало[9]

## Мінеральні мастила
- Мінеральні олива
  - Дьогті
  - Вазелін
  - Парафіни
  - Церезин
  - Озокерит

## Деякі виробники
Серед відомих у світі виробників мастил Carl Bechem GmbH в Німеччині, в Україні мастила та оливи виробляє найбільше в СНД спеціалізоване підприємство — ПАТ «Азмол».